# MRT Sat
MRT Sat je makedonská satelitní stanice. Provozovatelem je Makedonska radio televizija. Vysílání bylo zahájeno 2000. Poskytuje televizní vysílání pro makedonské diaspory po celém světě. Pořady jsou převzaty od MRT 1. MRT Sat je k dispozici v Austrálii a na Novém Zélandu. Současně vysílán přes TotalTV a UBI World TV.